# コカ・コーラウエスト
コカ・コーラウエスト株式会社は、かつて近畿地方（三重県を除く）・中国地方・九州地方（沖縄県を除く）を販売エリアをしていた、日本コカ・コーラのボトラー事業を行っていた企業である。親会社であるコカ・コーラボトラーズジャパン（初代）からボトラー事業を委任されていた。大輪会の会員企業である。
2017年4月から12月の解散までの法人は、2017年4月1日に実施された経営統合に伴い、それまでの旧コカ・コーラウエストの事業を継承した企業である。旧コカ・コーラウエストはこの統合により持株会社化し、コカ・コーラボトラーズジャパン（初代）へ商号変更している。なお、福証での上場を廃止し、本店も東京へ移転したため、長年にわたった福岡でのコカ・コーラウエストは事実上の終焉を迎えた。

## 概要
- 本社 - 福岡市東区箱崎7-9-66（旧北九州コカ・コーラボトリング本社）
- 福岡本社 - 福岡市博多区住吉1-2-25 キャナルシティ・ビジネスセンタービル（旧コカ・コーラウエストホールディングス福岡本社）
- 大阪本社 - 大阪市北区西天満4-15-10 あいおいニッセイ同和損保フェニックスタワー（旧コカ・コーラウエストホールディングス大阪本社）
- 支社 - 広島支社（旧山陽コカ・コーラボトリング本社）

## 歴史
2017年3月までの旧コカ・コーラウエスト（現・コカ・コーラボトラーズジャパンホールディングス）は、元々5つあったボトリング会社が約10年間、数度に亘って合併を繰り返した会社であった。
- 旧北九州コカ・コーラボトリング - 福岡県、佐賀県、長崎県
- 旧山陽コカ・コーラボトリング - 広島県、岡山県、鳥取県、島根県、山口県
- 旧近畿コカ・コーラボトリング - 大阪府、京都府、兵庫県
- 旧三笠コカ・コーラボトリング - 滋賀県、奈良県、和歌山県
- 旧南九州コカ・コーラボトリング - 熊本県、大分県、宮崎県、鹿児島県

このうち北九州は、地元博多の商業人佐渡島匡男が、日米飲料を立ち上げ日本コカ・コーラに福岡・佐賀・長崎県下での製造・販売のボトリング会社設立を企画した。しかしコカ・コーラ側は、一地方都市の商業人にすぎない佐渡島個人との契約に難色を示し、佐渡島に、バックアップを受ける形での全国的な財界人を名義人に立てるように要請した。
そこで、佐渡島がリコーの創業者市村清に直談判し、佐渡島自らは副社長、市村清を社長とし福岡相互銀行（現：西日本シティ銀行）をメインバンクとして日本コカ・コーラの認可を受け日米コカ・コーラボトリング株式会社を設立。前述の経緯から、同社はリコー三愛グループの一員となり、現在のコカ・コーラウエストに引き継がれている。
まず、1999年7月1日に北九州を存続会社として山陽と合併、「コカ・コーラウエストジャパン株式会社」が発足。その際、米国コカ・コーラ本社も直接出資し、日本で初めての広域ボトリング会社、いわゆる“アンカー・ボトラー”となった。
それからちょうど7年後、近畿エリアの効率的事業運営を行うため、三笠を子会社化していた近畿とウエストジャパンが経営統合し、持株会社制を導入。旧ウエストジャパン社は持株会社「コカ・コーラウエストホールディングス株式会社」と改称し、ウエストジャパン社新社が新たな事業会社として持株会社の下に設立され、近畿は持株会社傘下となった。経営統合により、従来コカ・コーラウエストジャパンに出資していた米国コカ・コーラ本社も、株式交換の形でこの会社に出資することとなった。
この合併は、日本の人口のおよそ3分の1を占めるこれらの地域のシェア拡大と、組織体制・事業の効率化・収益の向上化の実現、またその他各地にあるコカ・コーラ地域ボトラーとの連携を強化し、全国的な事業構造を構築するためのリーダーシップを育成させること、また経営力・営業力の面でも一層の拡充を図ることを目指した。
合併の実現により、両社と三笠を含めて近畿・中国・北部九州の山陽沿いを中心とした14府県を広域的にカバーする日本のコカ・コーラグループ最大のボトラーグループが誕生し、また日本の清涼飲料の販売シェアにおいてもサントリーに次ぐ巨大企業と成った。
2007年には、南九州コカ・コーラボトリングと業務・資本提携を締結し、南九州コカ・コーラボトリングの発行済み株式の約20%を取得。これにより事業領域が九州全域までの18府県にまで拡大した。その後、2013年4月1日に同社は完全子会社となり、2014年1月1日に吸収合併された。
2009年1月1日、ボトラー子会社3社を吸収合併し、「コカ・コーラウエスト株式会社」に商号変更して一般事業会社となった。
2015年4月に四国コカ・コーラボトリング（香川県、徳島県、愛媛県、高知県を管轄）を完全子会社し、日本のコカ・コーラのボトラーでは過去最多の22府県を統括することとなった。
しかし、この再編の過程において、日本国内におけるコカ・コーラシステム自体が大幅に見直された。商品販売の一部カテゴリーについては全国を束ねる法人で展開され、実際の商品製造においてもボトラー自社製造から広域製造子会社に移行しつつある。いずれも、ウエストジャパン発足とその後のリストラによる再編成の産物である。
米本社の直接出資により、商品開発や世界戦略の一翼も担わされており、「Hi-C」を駆逐した「Qoo」（現・ミニッツメイド Qoo）も、ウエストジャパンエリアから広まったとしている。また、缶コーヒーのトップブランド「ジョージア」も、ウエストジャパンエリアから全国に広まった。
2016年4月26日に旧コカ・コーラウエストと関東地方・東海地方・南東北を統括するコカ・コーライーストジャパンの両社が経営統合に向けた協議を開始することに合意。その後、詳細の協議を経て、同年9月30日に、翌2017年4月をめどに統合する事と持株会社の名称を『コカ・コーラボトラーズジャパン』とすることが正式に発表された。
2017年4月1日に、旧コカ・コーラウエストがコカ・コーライーストジャパンを株式交換により完全子会社とした上で、事業を会社分割により子会社の新CCW設立準備株式会社に承継して持株会社となった。同時に旧コカ・コーラウエストが「コカ・コーラボトラーズジャパン」（初代）へ、新CCW設立準備株式会社が「コカ・コーラウエスト」へ商号変更した。
この統合により、グループの売上高は1兆円を超え、サントリー食品インターナショナルの国内事業売上高を抜いて首位となる。1都2府35県をカバーし国内のコカ・コーラ商品の9割を網羅する巨大ボトラーが誕生した。
事業再編に伴い、2018年1月1日付でコカ・コーラウエストと子会社のコカ・コーラウエスト販売機器サービス、コカ・コーラウエストプロダクツの3社は、コカ・コーライーストジャパンから商号変更されたコカ・コーラボトラーズジャパン（2代）へ吸収合併され、3社は解散した。同時に、子会社であるコカ・コーラウエストベンディング株式会社をコカ･コーラボトラーズジャパンベンディング株式会社へ、コカ・コーラウエストセールスサポート株式会社をコカ・コーラボトラーズジャパンセールスサポート株式会社へ、 コカ･コーラウエストサービス株式会社をコカ・コーラジャパンベネフィット株式会社へそれぞれ商号変更された他、コカ･コーラボトラーズジャパンベンディング、コカ・コーラボトラーズジャパンセールスサポート、コカ・コーラジャパンベネフィット、株式会社カディアックの4社はコカ・コーラボトラーズジャパン（2代）の子会社となった他、西日本ビバレッジ株式会社、株式会社ウエックスの2社はFVイーストジャパンから商号変更されたFVジャパンへ吸収合併され、2社は解散した。

## 沿革

### コカ・コーラウエスト（初代、後のコカ・コーラボトラーズジャパンホールディングス）
- 1960年12月 - 福岡市にて、日米飲料株式会社として設立。
- 1963年3月 - 日米飲料株式会社から日米コカ・コーラボトリング株式会社に商号変更。
- 1973年7月 - 日米コカ・コーラボトリング株式会社から北九州コカ・コーラボトリング株式会社に商号変更。
- 1999年7月 - 山陽コカ・コーラボトリング株式会社を吸収合併し、北九州コカ・コーラボトリング株式会社からコカ・コーラウエストジャパン株式会社（CCWJ）に商号変更。
- 2001年4月 - 三笠コカ・コーラボトリング株式会社（三笠CCBC）の株式を取得し、子会社化。
- 2006年7月 - 会社分割により完全子会社（新）コカ・コーラウエストジャパン株式会社（新CCWJ）を設立し、同時に（旧）コカ・コーラウエストジャパン株式会社からコカ・コーラウエストホールディングス株式会社（CCWH）に商号変更。そして、株式交換により近畿コカ・コーラボトリング株式会社（近畿CCBC）を完全子会社化（実質的にCCWJと近畿CCBCの共同持株会社設立による経営統合）。
- 2007年4月 - 南九州コカ・コーラボトリング株式会社と資本業務提携。第三者割当増資により株式を取得し、同社を持分法適用関連会社化。
- 2009年1月1日 - 子会社であるCCWJ、近畿CCBC、三笠CCBCの3社を吸収合併し、コカ・コーラウエストに商号変更。
- 2010年8月30日 - キューサイを買収することを発表[8]。買収額は359億2200万円である。
- 2013年4月1日 - 株式交換により、南九州コカ・コーラボトリング株式会社を完全子会社とする[9]。
- 2014年1月1日 - 南九州コカ・コーラボトリング株式会社を吸収合併。
- 2015年4月 - 四国コカ・コーラボトリングを完全子会社とする[10]。これにより、近畿・中四国・九州の西日本22府県を統括するコカ・コーラボトラーになる。
- 2016年1月1日 - 完全子会社でミネラルウォーター専業のコカ・コーラウエスト大山プロダクツを吸収合併、同時に会社分割によって大山社の事業を製造子会社のコカ・コーラウエストプロダクツに移管[11]。
- 2016年4月26日 - コカ・コーライーストジャパンとの経営統合で基本合意したと発表。これにより、1都2府35県の巨大ボトラーになる[3][4][5]。
- 2016年9月30日 - 2017年4月に東西2社が統合し、持株会社を「コカ・コーラボトラーズジャパン」とすることを発表[12][13][14]。
- 2017年4月1日 - コカ・コーライーストジャパンを株式交換により完全子会社とした上で、事業を会社分割により子会社の新CCW設立準備株式会社に承継して持株会社化。同時にコカ・コーラボトラーズジャパン株式会社（初代）へ商号変更[14]。

### コカ・コーラウエスト（2代）
- 2016年10月27日 - 新CCW設立準備株式会社として設立。
- 2017年4月1日 - 旧コカ・コーラウエストの事業を継承し、コカ・コーラウエスト株式会社へ商号変更[14]。
- 2018年1月1日 - コカ･コーライーストジャパン株式会社から商号変更されたコカ・コーラボトラーズジャパン株式会社（2代）へ吸収合併され、コカ・コーラウエスト株式会社（2代）は解散[6][7]。

## 関係会社
- 四国コカ・コーラボトリング株式会社

### 販売会社
- コカ・コーラウエストベンディング株式会社
- 西日本ビバレッジ株式会社
- 株式会社カディアック
- 株式会社ウエックス
- コカ・コーラウエストセールスサポート株式会社

### 販売機器サービス会社
- コカ・コーラウエスト販売機器サービス株式会社

### 製造会社
（）内は当時の製造所固有記号。ボトラー投合時に再度変更されている。
- コカ・コーラウエストプロダクツ株式会社
  - 滋賀工場（WSI） - 滋賀県愛荘町
    - 炭酸飲料の小型PET製品の製造が主である。2009年5月で稼動停止。

  - 京都工場（WKY→WY） - 京都府久世郡久御山町
    - 主に缶飲料を生産しているが、大型PETボトル製品やポストミックスシロップも生産している。また、施設内に大規模な工場見学用の設備を持っている。

  - 明石工場（WAK→WA） - 兵庫県明石市大久保町大窪
    - アセプティック(無菌充填)ラインを有し、茶・コーヒー等の無菌充填PETボトル製品生産の拠点となっている。2009年5月に操業が停止された滋賀工場の機能を継承した炭酸飲料の小型PETボトル製品の製造ラインが2009年6月から稼動している。

  - 本郷工場（WHO→WH） - 広島県三原市
    - ジョージア缶製品とPETボトル製品の製造がメインである。他にボトル缶製品のラインも保有。

  - 大山工場（WDA→WD） - 鳥取県西伯郡伯耆町（旧:コカ・コーラウエスト大山プロダクツ）
    - ウエスト社唯一のミネラルウォーター専門工場、主に西日本に出荷される森の水だよりやい・ろ・は・すの一部を生産している。

  - 基山工場（WKI→WK） - 佐賀県三養基郡基山町
    - 缶製品、PET製品、ガラスびん製品の製造が可能な大規模工場。近年需要が増している小型PETボトル無菌充填ラインも保有。容器返却可能（リターナブル瓶）のレギュラーサイズびん製品は、旧ウエスト地域の他に四国や南九州等にも出荷されている。

  - 鳥栖工場（WTO→WT） - 佐賀県鳥栖市
    - レトルト缶製品、ボトル缶製品、小〜中型炭酸飲料PET製品の他に全国でも珍しい無菌充填缶コーヒーラインを保有し、主にエンブレムブランドのコーヒーを全国に出荷している。

  - 熊本工場（MKU→WKU→WU）：熊本県熊本市
  - えびの工場（HEB→WEB→WE）：宮崎県えびの市

### 非コカ・コーラビジネス会社
- コカ・コーラウエストサービス株式会社

## 文化活動

### 支援型自動販売機
自販機の売上の一部を、地方自治体や地方観光協会、スポーツ団体、特定非営利活動法人など、特定団体の活動支援に当てる事業を展開している。

### ネーミングライツ
以下の3施設の施設命名権（ネーミングライツ）を取得している。いずれも、旧CCWHが取得したものである。
- 鳥取県立布勢総合運動公園（Coca-Cola West スポーツパーク）- 2008年4月1日から3年契約
- 広島県総合グランド（Coca-Cola West 広島総合グランド）- 2008年4月1日から3年契約、2011年に3年更新。
- 鳥栖市民の森（コカ・コーラウエスト鳥栖市民の森）- 2008年6月1日から3年契約

また、福岡ドームのフィールドシートの一部を「コカ・コーラシート」（詳細は福岡ドーム#コカ・コーラシート参照）、マツダスタジアムのテラス席にも「コカコーラテラスシート」をそれぞれネーミングライツしている。

### レッドスパークス
このチーム名のラグビー部及びホッケー部があり、両部ともにCCWJから移管をうけたものである。
- ラグビー：コカ・コーラレッドスパークス - 旧北九州コカ・コーララグビー部が起源。2005年に国内最高峰リーグであるジャパンラグビートップリーグへの昇格を決め、2006-2007シーズンから参戦していたが、2021年末をもって活動終了した。
- ホッケー：コカ・コーラウエストレッドスパークス - 旧山陽コカ・コーラホッケー部が起源。2005年に西日本女子リーグを優勝、2006年からはホッケー日本リーグに所属、参戦している。

### スポンサーシップ
前身のボトリング会社のスポンサーシップを引き継ぐ形で以下のサッカーJリーグクラブのスポンサーとなっている。
- アビスパ福岡 - 北九州コカ・コーラボトリングから株式を承継。2014年まで筆頭株主で、2007年まではジョージアがユニフォーム胸スポンサーだった。
- ギラヴァンツ北九州 - 北九州コカ・コーラボトリングから株式を承継。
- サンフレッチェ広島 - 山陽コカ・コーラボトリングから株式を承継。
- 大分トリニータ・ロアッソ熊本 - 南九州コカ・コーラボトリングからスポンサーシップを承継。

また、2016年からはプロ野球・福岡ソフトバンクホークスのユニフォーム左袖スポンサーとなっている。